# Justus Paris
Justus Paris (* 19. Februar 1885 in Frankfurt am Main; † 3. März 1942 in München) war ein deutscher Schauspieler.

## Leben
Er trat sein erstes Engagement 1904 in Zeitz an. Nach seinem Militärdienst von 1905 bis 1907 kehrte er 1907 in Torgau auf die Bühne zurück, danach spielte er in Bochum und Halberstadt. 1914 bis 1918 leistete er Kriegsdienst.
Nach Kriegsende war er an Bühnen in Magdeburg, Königsberg, Düsseldorf und schließlich Berlin zu sehen. Zuletzt agierte er am Bayerischen Staatsschauspiel in München. Zu seinen Rollen gehörten Doolittle in Shaws Pygmalion und Sosias in Kleists Amphitryon. Seit 1935 wirkte Paris als Nebendarsteller auch in Spielfilmen mit.

## Filmografie
- 1935: Der Kampf mit dem Drachen
- 1936: Die Erbschaft
- 1936: Der ahnungslose Engel
- 1936: Du kannst nicht treu sein
- 1936: Die Drei um Christine
- 1936: Der lachende Dritte
- 1937: So weit geht die Liebe nicht
- 1939: Germanen gegen Pharaonen
- 1940: Ein Mann auf Abwegen
- 1940: Feinde
- 1941: Das Mädchen von Fanö
- 1941: Carl Peters
- 1941: Alarmstufe V
- 1941: Venus vor Gericht
- 1942: Geheimakte W.B. 1